# 게이오 의학상
게이오 의학상 (일본어: 慶應医学賞)은 일본의 의학 분야 상이다.

## 소개
이 상은 의학이나 생명 과학 분야에 상당한 공헌을 한 과학자에게 수여된다.

상금은 2천만 엔이다. 수상자에게는 메달도 수여된다. 매년 최대 2명의 수상자를 뽑는다. 시상식은 매년 일본 도쿄의 게이오 대학에서 개최된다.

## 수상자 명단
| 년도 | 수상자             |
| 1996 | 스탠리 B. 프루시너 |
| 1996 | 나카니시 시게타다  |
| 1997 | 로버트 와인버그    |
| 1997 | 다니구치 타다쓰구  |
| 1998 | 유다 폴크먼        |
| 1998 | 미코시바 카즈히로  |
| 1999 | 엘리자베스 블랙번  |
| 1999 | 요시카와 신야      |
| 2000 | 아널드 J. 레빈     |
| 2000 | 나카무라 유스케    |
| 2001 | 토니 헌터          |
| 2001 | 타케이치 마사토시  |
| 2002 | 배리 마셜          |
| 2002 | 다나카 고이치      |
| 2003 | 로널드 에반스      |
| 2003 | 미야시타 야스시    |
| 2004 | 로저 첸            |
| 2005 | 후지요시 요시노리  |
| 2006 | 토머스 A. 스타이츠 |
| 2007 | 브라이언 드루커    |
| 2007 | 미쓰야 히로아키    |
| 2008 | 프레드 게이지      |
| 2008 | 사카구치 시몬      |
| 2009 | 제프리 프리드먼    |
| 2009 | 간가와 켄지        |
| 2010 | 율레스 호프만      |
| 2010 | 아키라 시즈오      |
| 2011 | 필립 A. 비치       |
| 2011 | 다나카 케이지      |
| 2012 | 스티븐 로젠버그    |
| 2012 | 마노 히로유키      |
| 2013 | 빅터 앰브로스      |
| 2013 | 나카타 시게카즈    |
| 2014 | 카를 다이서로스    |
| 2014 | 하마다 히로시      |
| 2015 | 제프리 고든        |
| 2015 | 오스미 요시노리    |
| 2016 | 스반테 페보        |
| 2016 | 혼조 다스쿠        |
| 2017 | 존 에드거 딕       |
| 2017 | 오가와 세이지      |
| 2018 | 장펑               |
| 2018 | 야나기사와 마사시  |
| 2019 | 한스 클레버스      |
| 2019 | 기시모토 타다미쓰  |
| 2020 | 아비브 레게브      |
| 2020 | 미야와키 아쓰시    |
| 2021 | 커리코 커털린      |
| 2021 | 누레키 오사무      |
| 2022 | 카를 준            |
| 2022 | 가와오카 요시히로  |
| 2023 | 모리 카즈토시      |
| 2023 | 나폴레오네 페라라  |

## 같이 보기
- 게이오 대학교
- 래스커상
- 울프 의학상
- 로베르트 코흐 상
- 마이엔부르크상
- 하이네켄 상
- 생명과학 브레이크스루 상
- 노벨 생리학·의학상
- 일본국제상